# Franz Lochmatter (Bergsteiger)

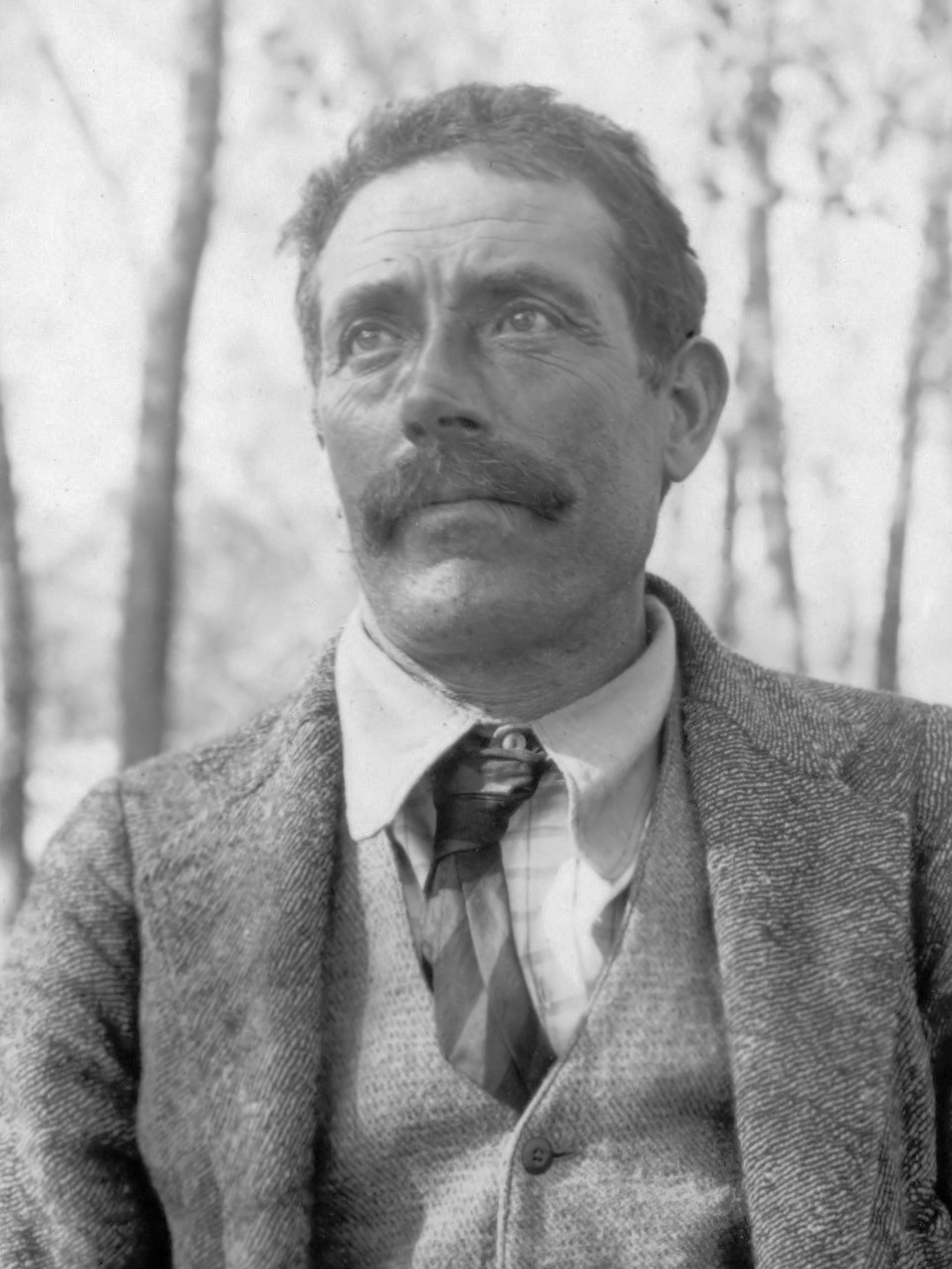
Franz Lochmatter (1929)

Franz Lochmatter (* 1878 in St. Niklaus; † 17. August 1933 am Weisshorn) war ein Schweizer Bergsteiger und Bergführer.

## Familie
Franz Lochmatter aus St. Niklaus im Schweizer Kanton Wallis war der fünfte Sohn des Bergführers Josef Marie Lochmatter, dem Begründer und Stammvater der bekannten St. Niklauser Bergführerdynastie. 
In den ersten Jahren seiner Karriere war Franz Lochmatter der zweite Führer sowohl der Seilschaft 
- mit seinem älteren Bruder Josef Lochmatter (1872–1915) und dem irischen Gast Valentine John Eustace Ryan als auch jener
- mit seinem Vetter Josef Pollinger (1873–1943) und dem englischen Gast William Edward Davidson.

Sein einziger Sohn, Franz Lochmatter junior (1924–1988), der sich neben dem Medizinstudium auch zum Bergführer ausbilden liess, begleitete 1954 eine Expedition in den Himalaja.

## Auslandführer
Franz Lochmatter wurde vor allem bekannt durch seine drei Fahrten in den Karakorum in den Jahren 1922, 1925 und 1929–1930 mit dem holländischen Bergsteiger und alpinen Forschungsreisenden Philips Christiaan Visser-Hooft. Auf dieser dritten Auslandsreise entdeckte Franz Lochmatter eine neue Schmetterlingsart aus der Familie Arctiidae (deutsch: Bären), der die Wissenschaft zu seinen Ehren den Namen Micrarctia lochmatteri gab. Im Bergführermuseum in St. Niklaus Dorf finden sich unter anderem ein kleines Original-Notizbüchlein im Taschenformat von 10,5 auf 6,5 cm und ein Original-Skizzenbuch im Format 15,5 × 10 cm, die Franz Lochmatter auf diesen Auslandsreisen benutzte.

## Unfalltod

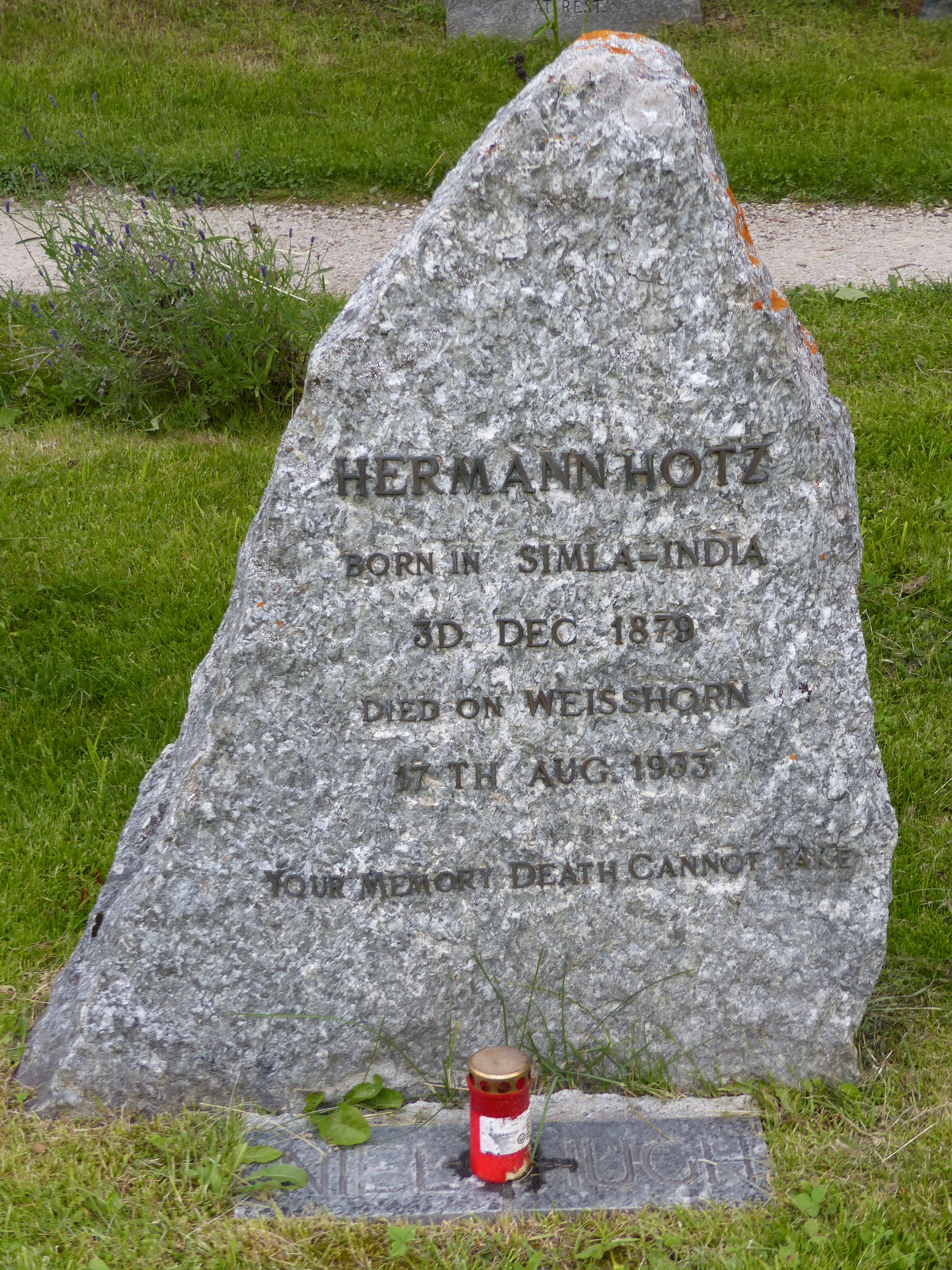
Grabstein von Hermann Hotz auf dem Friedhof in Zermatt

Am 17. August 1933 stürzte Franz Lochmatter mit seinem Gast Hermann Hotz während des Abstiegs von der Weisshornspitze über den Ostgrat am unteren Ostgratgendarm, der heute Lochmatterturm genannt wird, tödlich ab. Am 25. Todestag von Franz Lochmatter wurde an der Unglücksstelle eine Gedenktafel aus St. Niklauser Quarzit angebracht. Anlässlich seines 100. Geburtstages 1978 setzten die Bergführer des Nikolaitales ein Metallkreuz auf die Spitze des Weisshorns.

## Erstbegehungen
Als erster Führer einer Seilschaft vollzog Franz in den Alpen die folgenden Erstbegehungen:
- 1904 Strahlhorn über den Südwestgrat (Variante zur Besteigung von Alois Burgener und A. Andenmatten vom Jahre 1891)
- 1909 Südspitze des Inneren Barrhorns (Abstieg über die Ostflanke)
- 1909 Dürrenhorn über die Ostflanke
- 1910 Hohberghorn über die Nordostflanke
- 1923 Nordend über den Nordgrat (Variante zur Besteigung von 1906 mit seinem Bruder Josef Lochmatter (erster Führer))